# أرتيمو فرانكي
 أرتيمو فرانكي (8 يناير 1922 – 12 أغسطس 1983) كان مسؤول كرة قدم إيطالي.

## السيرة الشخصية
شغل منصب رئيس الاتحاد الإيطالي لكرة القدم (1967-1976 ، 1978-1980) ، ورئيس الاتحاد الأوروبي لكرة القدم (1973-1983)، وعضو في لجنة فيفا التنفيذية (1974-1983). توفي في حادث طريق بالقرب من سيينا في 12 أغسطس 1983.
تم تسمية ملعب نادي فيورنتينا علي اسمه تكريما له. في عام 2011 ، تم إدخاله بعد وفاته إلى قاعة مشاهير كرة القدم الإيطالية .